# Delphyre drucei
Delphyre drucei är en fjärilsart som beskrevs av Rothschild 1910. Delphyre drucei ingår i släktet Delphyre och familjen björnspinnare. Inga underarter finns listade i Catalogue of Life.